# Ruma (upazila)
Pour les articles homonymes, voir Ruma.
Ruma (en bengali : রুমা) est une upazila du Bangladesh dans le district de Bandarban. En 1991, on y dénombrait 19 001 habitants.